# حصن مطهر (تريم)
'

تعديل مصدري - تعديل

حصن مطهر هي إحدى قرى عزلة تريم بمديرية تريم التابعة لمحافظة حضرموت، بلغ تعداد سكانها 21 نسمة حسب تعداد اليمن لعام 2004.